# Lacrète
Lacrète est une ancienne commune française du département de la Haute-Marne en région Grand Est. Elle est rattachée à la commune de Bourdons-sur-Rognon depuis 1966.

## Géographie
Le territoire de cette ancienne commune est traversé par le Rognon.

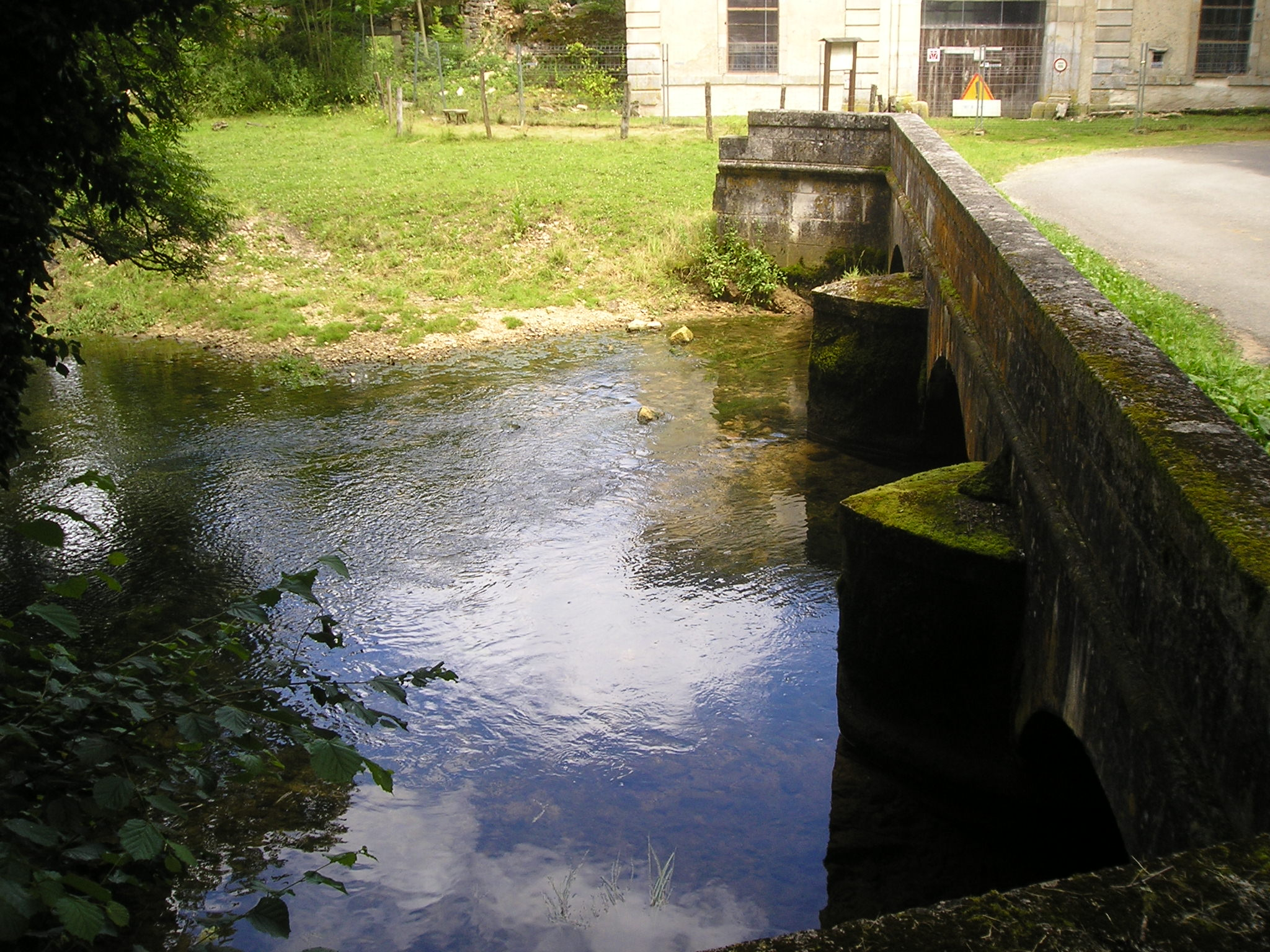
Pont sur le Rognon.

## Toponymie
Anciennement : La Crête (1793), La Creste (1801).
Le nom de La Crête semble devoir venir du mot latin crista, au sens de cime, de faîte ; certains auteurs avancent une autre hypothèse : un nom dérivé de « Christ ».

## Histoire
Le 16 septembre 1966, la commune de Lacrète est rattachée à celle de Bourdons-sur-Rognon sous le régime de la fusion simple.

## Démographie
| 1793 | 1800 | 1806 | 1821 | 1831 | 1841 | 1846 | 1851 | 1856 |
| ---- | ---- | ---- | ---- | ---- | ---- | ---- | ---- | ---- |
| 123  | 131  | 143  | 130  | 106  | 122  | 77   | 48   | 40   |

| 1861 | 1866 | 1872 | 1876 | 1881 | 1886 | 1891 | 1896 | 1901 |
| ---- | ---- | ---- | ---- | ---- | ---- | ---- | ---- | ---- |
| 42   | 51   | 37   | 29   | 59   | 43   | 46   | 38   | 66   |

| 1906 | 1911 | 1921 | 1926 | 1931 | 1936 | 1946 | 1954 | 1962 |
| ---- | ---- | ---- | ---- | ---- | ---- | ---- | ---- | ---- |
| 38   | 68   | 28   | 34   | 37   | 10   | 25   | 52   | 11   |

## Lieux et monuments
- Abbaye de La Crête[5], fondée en 1121

## Héraldique
| Armes de Lacrète | Les armes de Lacrète se blasonnent ainsi : D'or au mont de 3 coupeaux de sinople surmonté d'une croix de gueules. |